# Кобус (Верхняя Гаронна)
Кобу́с (фр. Caubous, окс. Caubós) — коммуна во Франции, находится в регионе Юг — Пиренеи. Департамент — Верхняя Гаронна. Входит в состав кантона Баньер-де-Люшон. Округ коммуны — Сен-Годенс.
Код INSEE коммуны — 31127.

## География

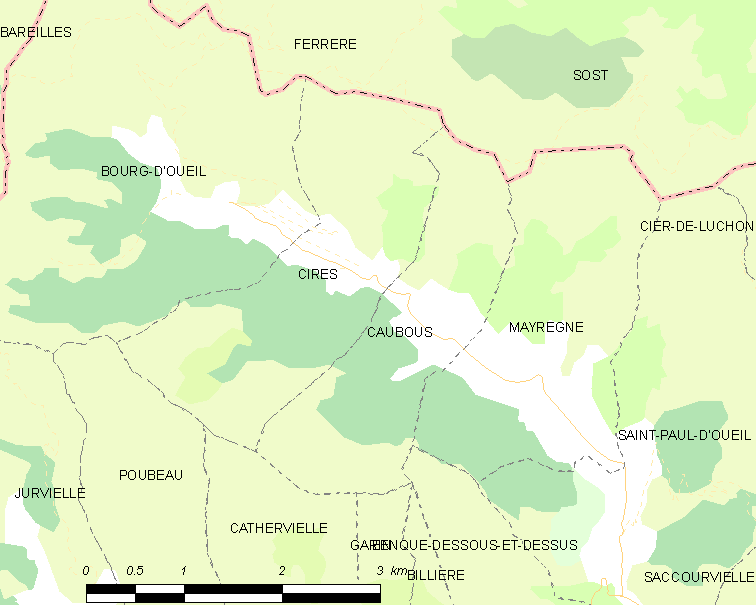
Карта коммуны

Коммуна расположена приблизительно в 690 км к югу от Парижа, в 115 км к юго-западу от Тулузы.
По территории коммуны протекает река Нест-д’Уэй.

## Климат
Климат умеренно-океанический. Зима мягкая и снежная, весна характеризуется сильными дождями и грозами, лето сухое и жаркое, осень солнечная. Преобладают сильные юго-восточные и северо-западные ветры.

## Население
Население коммуны на 2010 год составляло 6 человек.
| 1962 | 1968 | 1975 | 1982 | 1990 | 1999 | 2010 |
| ---- | ---- | ---- | ---- | ---- | ---- | ---- |
| 16   | 11   | 12   | 12   | 7    | 12   | 6    |

## Администрация
| Период | Период | Фамилия       | Партия | Примечания |
| ------ | ------ | ------------- | ------ | ---------- |
| 2001   | 2008   | Шанталь Саказ |        |            |
| 2008   | 2020   | Жозе Гузи     |        |            |

## Экономика
В 2010 году среди 4 человек трудоспособного возраста (15—64 лет) 3 были экономически активными, 1 — неактивными (показатель активности — 75,0 %, в 1999 году было 87,5 %). Из 3 активных жителей работали 3 человека (1 мужчина и 2 женщины), безработных не было. Среди 1 неактивного 1 человек был учеником или студентом, 0 — пенсионерами, 0 были неактивными по другим причинам.

## Фотогалерея

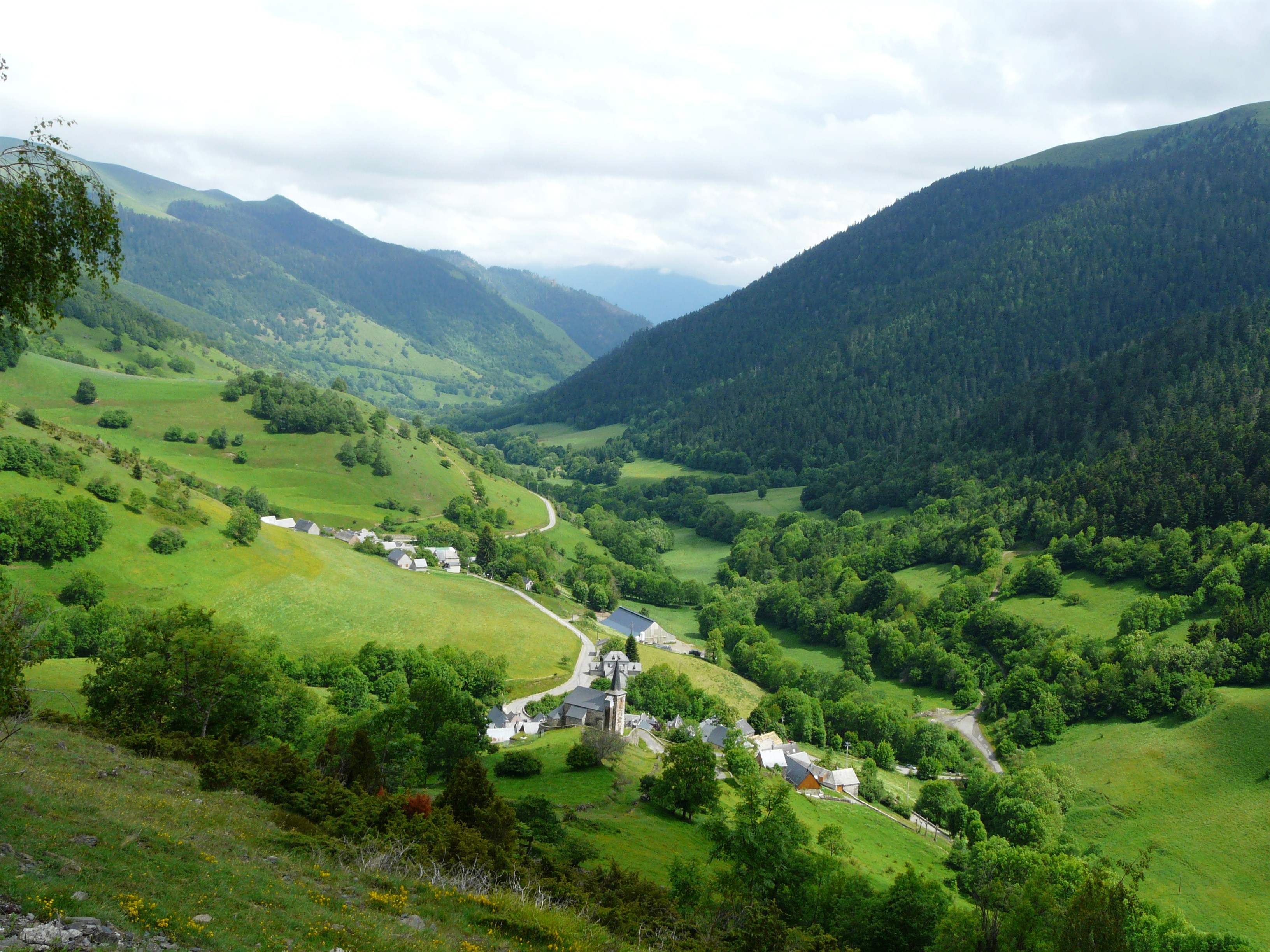
Кобус
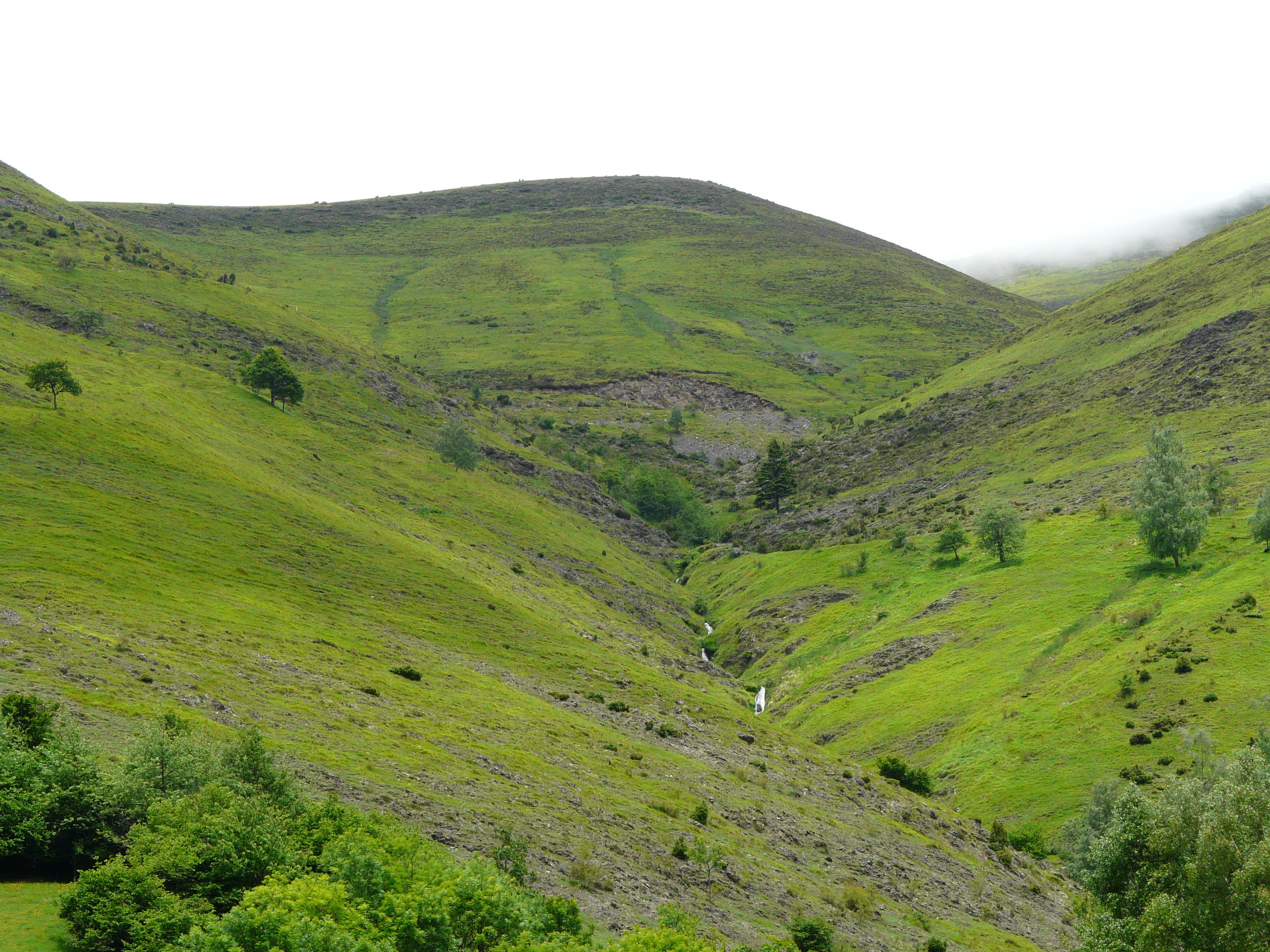
Кобус
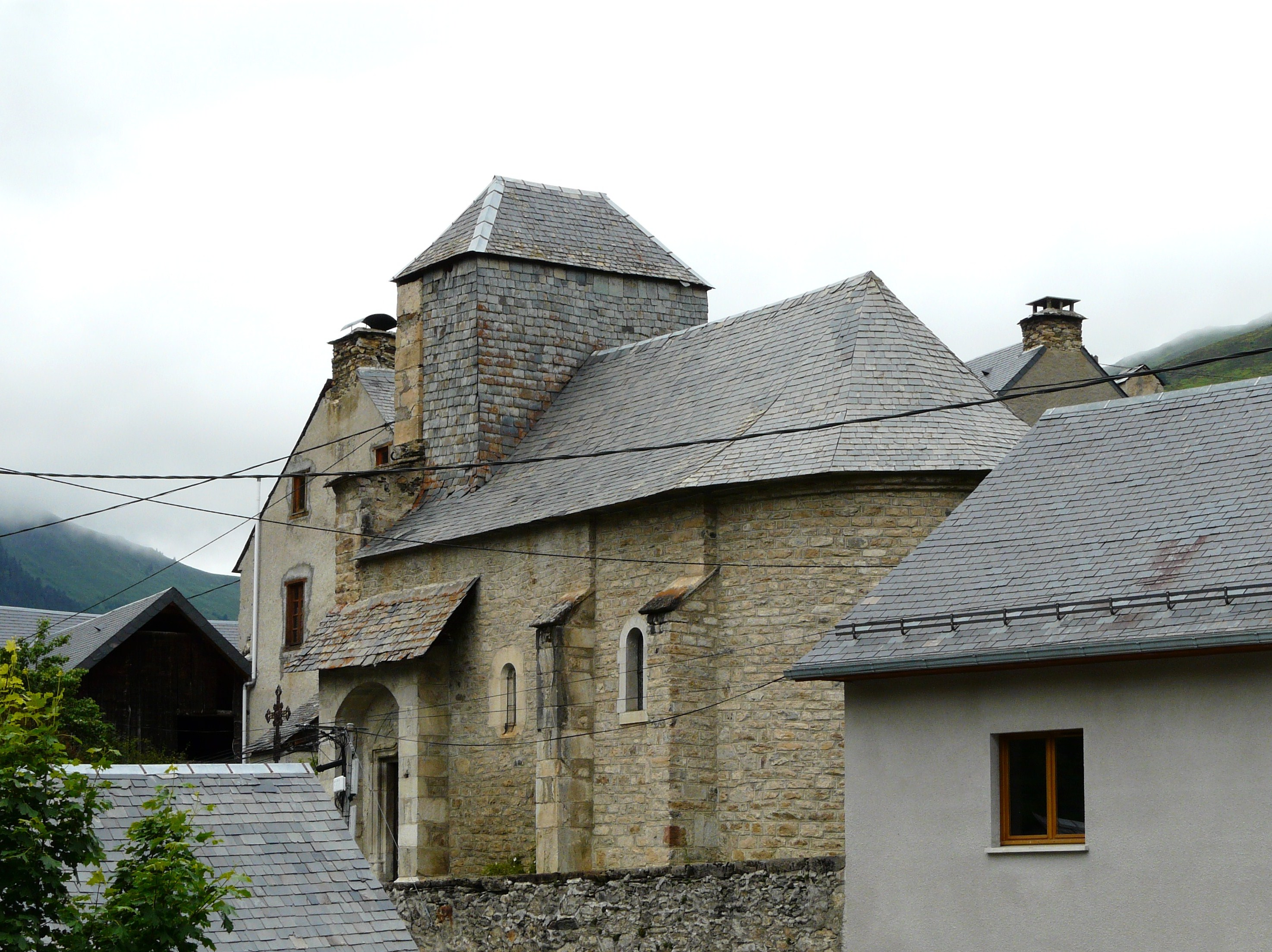
Церковь Св. Феликса
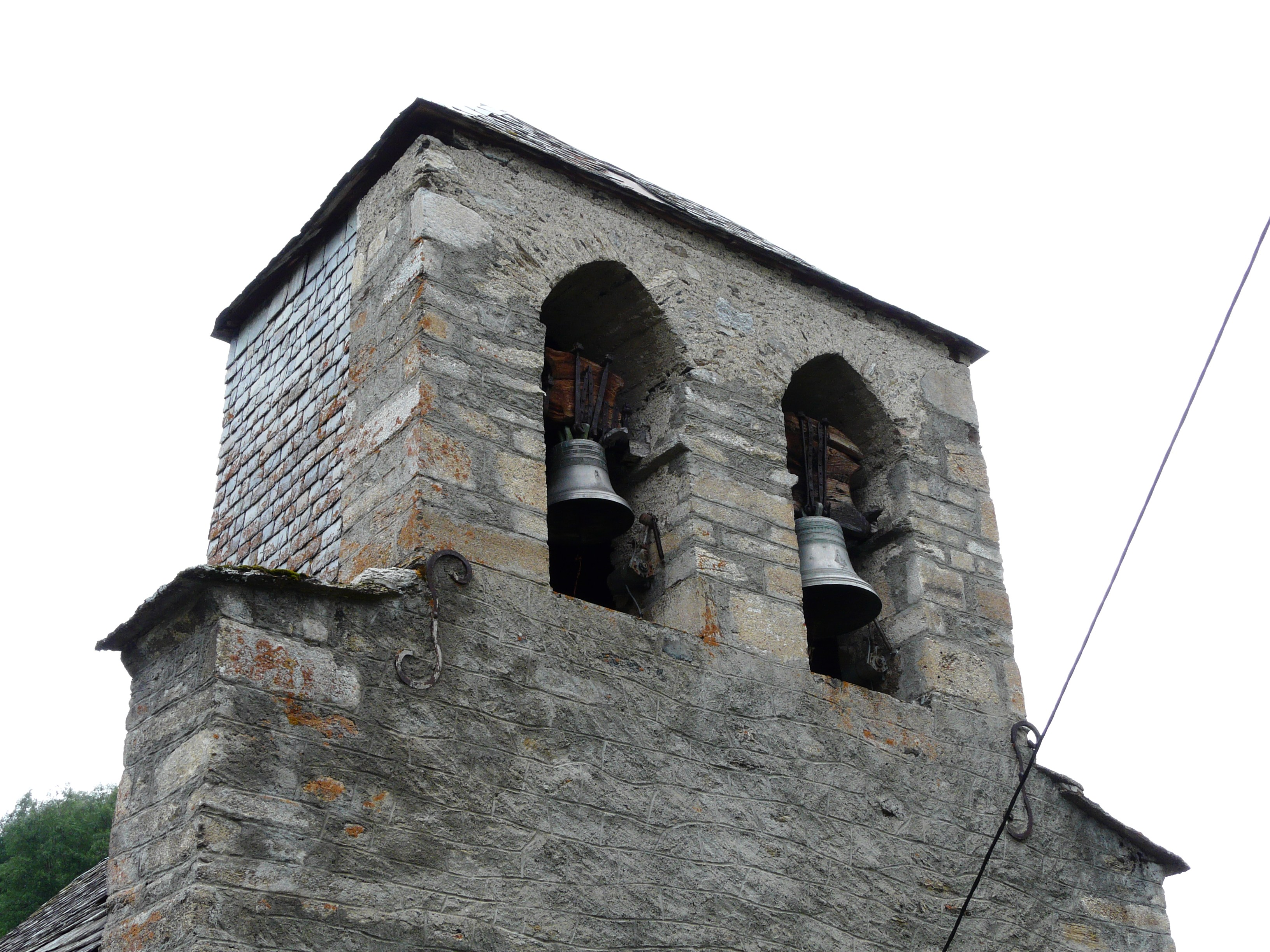
Колокольня церкви Св. Феликса
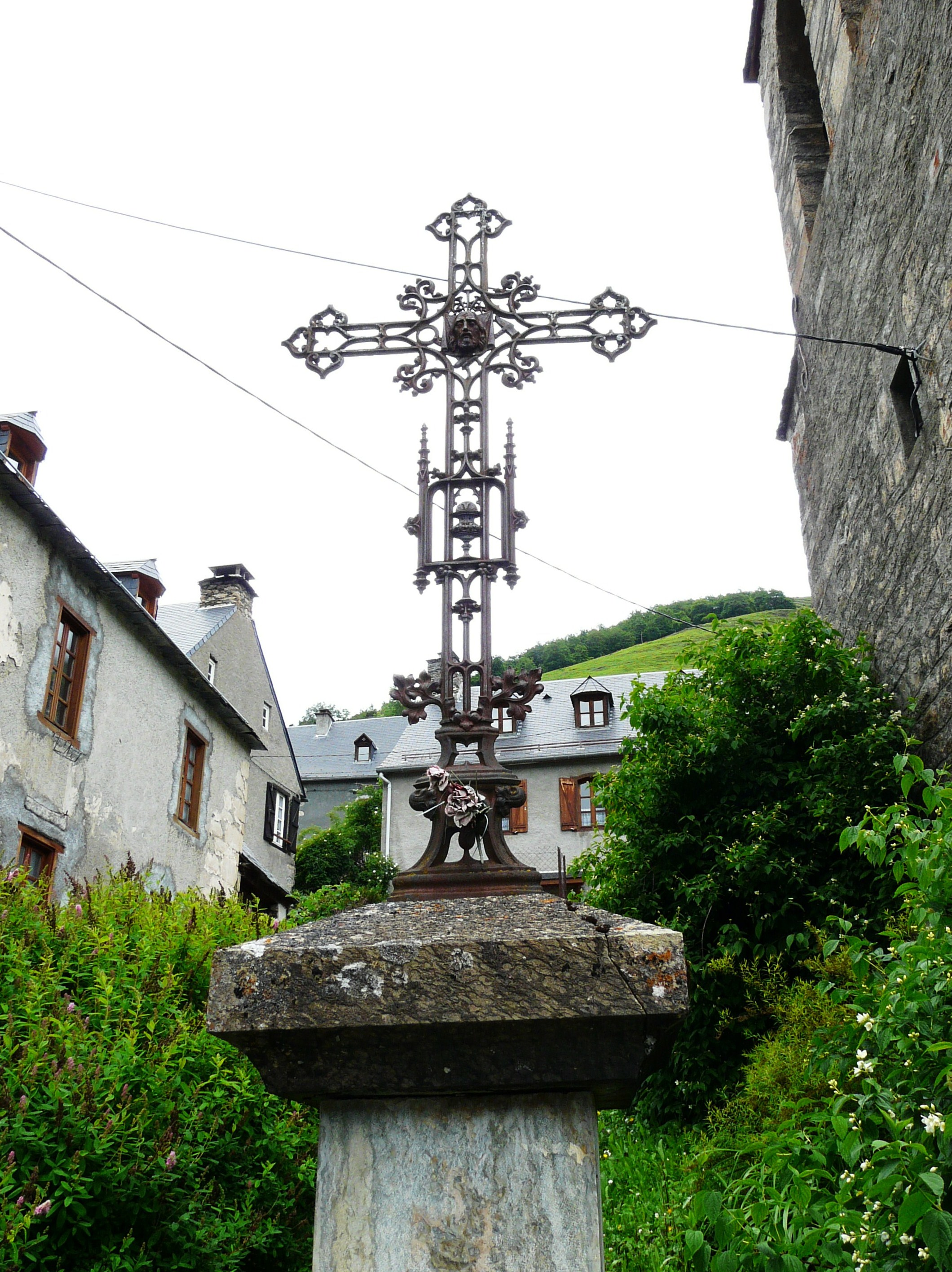
Крест
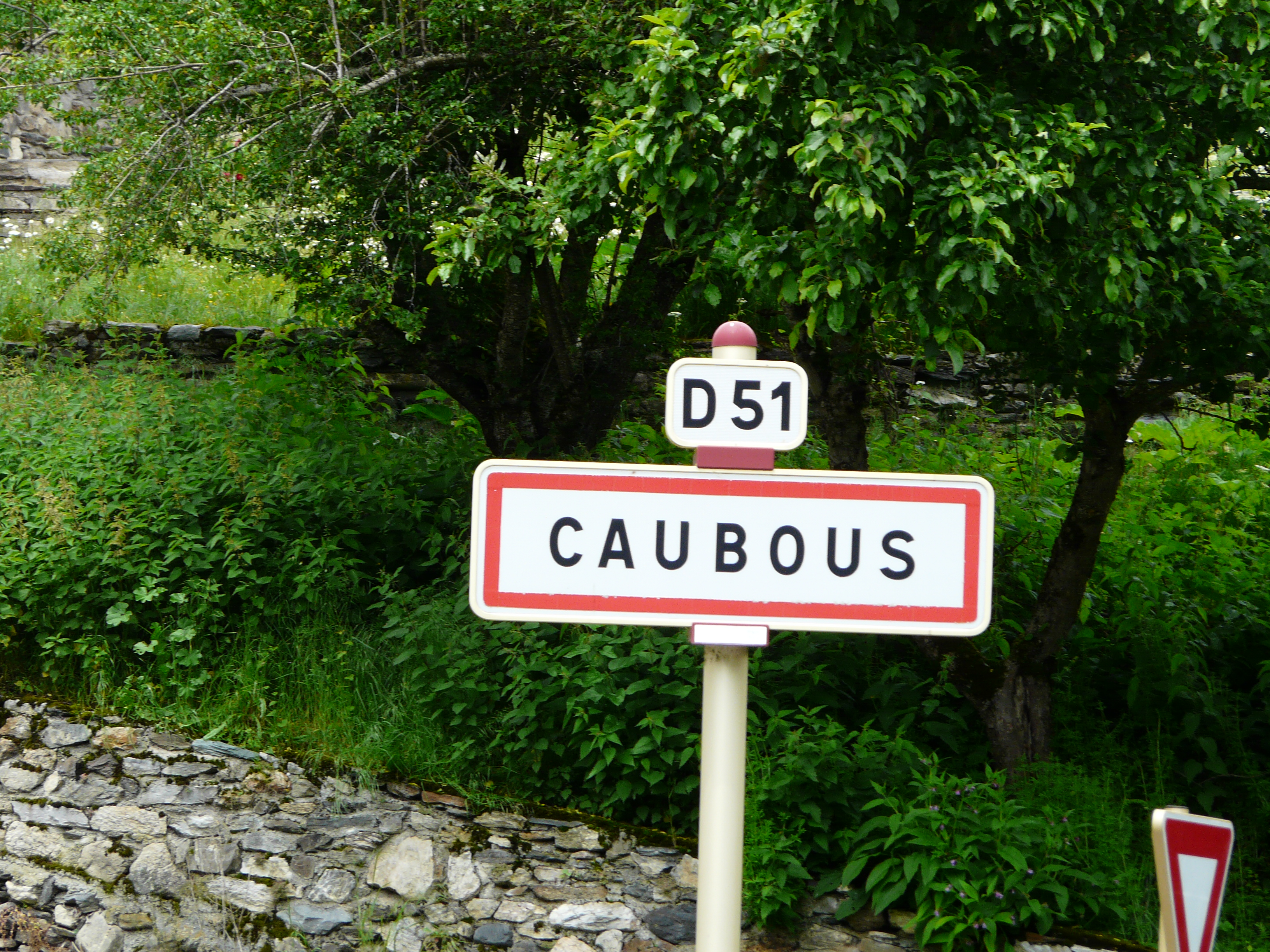
Знак на въезде в Кобус